# Ministre des Affaires étrangères (Estonie)
Le ministre des Affaires étrangères (estonien : välisminister) est le ministre chargé des Affaires étrangères a la tête du Ministère des Affaires étrangères estonien : Eesti Vabariigi Välisministeerium) dans le gouvernement de l'Estonie. Il est l'un des membres les plus importants, avec la responsabilité des relations entre l'Estonie et les États étrangers.
Le ministre des Affaires étrangères est choisi par le Premier ministre. L'actuel ministre des Affaires étrangères est Margus Tsahkna depuis le 17 avril 2023.

## Liste
| #                   | Nom                            | Début             | Fin               | Parti                    |
| ------------------- | ------------------------------ | ----------------- | ----------------- | ------------------------ |
| 1919–1940           |                                |                   |                   |                          |
| 1                   | Jaan Poska                     | 24 février 1918   | 20 septembre 1919 | Parti populaire          |
| 2                   | Ants Piip                      | 9 octobre 1919    | 18 novembre 1919  | Parti travailliste       |
| 3                   | Ado Birk (en)                  | 1919              | 1920              |                          |
| 4                   | Kaarel Robert Pusta            | 1920              | 1920              |                          |
| 5                   | Otto Strandman                 | 1920              | 1921              |                          |
|                     | Ants Piip (2e fois)            | 1921              | 1922              |                          |
| 6                   | Aleksander Hellat              | 1922              | 1923              |                          |
| 7                   | Friedrich Akel (en)            | 1923              | 1924              |                          |
|                     | Otto Strandmann (2e fois)      | 1924              | 1924              |                          |
|                     | Kaarel Robert Pusta (2e fois)  | 1924              | 1925              |                          |
|                     | Ants Piip (3e fois)            | 1925              | 1926              |                          |
|                     | Friedrich Akel (2e fois)       | 1926              | 1927              |                          |
|                     | Aleksander Hellat (2e fois)    | 1927              | 1927              |                          |
| 8                   | Hans Rebane (en)               | 1927              | 1928              |                          |
| 9                   | Jaan Lattik (en)               | 1928              | 1931              |                          |
| 10                  | Jaan Tõnisson                  | 1931              | 1932              |                          |
| 11                  | Mihkel Pung (en)               | 1932              | 1932              |                          |
| 12                  | August Rei (en)                | 1932              | 1933              |                          |
|                     | Ants Piip (4e fois)            | 1933              | 1933              |                          |
| 13                  | Julius Seljamaa (en)           | 1933              | 1936              |                          |
|                     | Friedrich Akel (3e fois)       | 1936              | 1938              |                          |
| 14                  | Karl Selter                    | 1938              | 1939              |                          |
|                     | Ants Piip (5e fois)            | 1939              | 1940              |                          |
| 1940–1990 : en exil |                                |                   |                   |                          |
| X                   | August Rei (en)                | 1944              | 1945              |                          |
| X                   | Aleksander Warma (en)          | 1953              | 1963              |                          |
| X                   | August Koern (en)              | 1964              | 1982              |                          |
| X                   | Elmar Lipping (en)             | 1982              | 1990              |                          |
| X                   | Olev Olesk (en)                | 1990              | 1992              |                          |
| Depuis 1990         |                                |                   |                   |                          |
| 15                  | Lennart Meri                   | Avril 1990        | Mars 1992         | Front populaire          |
| 16                  | Jaan Manitski (en)             | Avril 1992        | Octobre 1992      | Indépendant              |
| 17                  | Trivimi Velliste               | Octobre 1992      | Janvier 1994      | Union de la patrie       |
| 18                  | Jüri Luik                      | Janvier 1994      | Avril 1995        | Union de la patrie       |
| 19                  | Riivo Sinijärv (en)            | Avril 1995        | Novembre 1995     | Estonian Coalition Party |
| 20                  | Siim Kallas                    | Novembre 1995     | Novembre 1996     | Parti de la réforme      |
| 21                  | Toomas Hendrik Ilves           | Novembre 1996     | Octobre 1998      | Parti social-démocrate   |
| 22                  | Raul Mälk (en)                 | Octobre 1998      | Mars 1999         | Indépendant              |
|                     | Toomas Hendrik Ilves (2e fois) | 25 mars 1999      | 28 janvier 2002   | Parti social-démocrate   |
| 23                  | Kristiina Ojuland              | 28 janvier 2002   | 10 février 2005   | Parti de la réforme      |
| 24                  | Jaak Jõerüüt                   | 10 février 2005   | 21 février 2005   | Parti de la réforme      |
| 25                  | Rein Lang                      | 21 février 2005   | 13 avril 2005     | Parti de la réforme      |
| 26                  | Urmas Paet                     | 13 avril 2005     | 3 novembre 2014   | Parti de la réforme      |
| 27                  | Keit Pentus-Rosimannus         | 17 novembre 2014  | 16 juillet 2015   | Parti de la réforme      |
| 28                  | Marina Kaljurand               | 16 juillet 2015   | 12 septembre 2016 | Indépendant              |
| 29                  | Jürgen Ligi                    | 12 septembre 2016 | 23 novembre 2016  | Parti de la réforme      |
| 30                  | Sven Mikser                    | 23 novembre 2016  | 29 avril 2019     | Parti social-démocrate   |
| 31                  | Urmas Reinsalu                 | 29 avril 2019     | 26 janvier 2021   | Isamaa                   |
| 32                  | Eva-Maria Liimets              | 26 janvier 2021   | 3 juin 2022       | Indépendante             |
| -                   | Andres Sutt (intérim)          | 3 juin 2022       | 18 juillet 2022   | Parti de la réforme      |
| 33                  | Urmas Reinsalu (2e fois)       | 18 juillet 2022   | 17 avril 2023     | Isamaa                   |
| 34                  | Margus Tsahkna                 | 17 avril 2023     | en fonction       | Estonie 200              |